# アーサー・ミドルトン
アーサー・ミドルトン（英: Arthur Middleton、1742年6月26日-1787年1月1日）は、現在のアメリカ合衆国サウスカロライナの代表としてアメリカ独立宣言に署名した者の一人である。
ミドルトンの両親は、第一次大陸会議で第2代議長を務めたヘンリー・ミドルトン（1717年-1784年）とメアリー・ベイカー・ウィリアムズであった。ミドルトンはイギリスのハックニーにあるウェストミンスター・スクールとケンブリッジ大学のトリニティ・ホールで学んだ。ミドル・テンプル法曹院で法律を学んだ後に、ヨーロッパを広範に旅して回り、文学、音楽および美術の素養を積み洗練された。1764年にミドルトンと妻のメアリー・イザードはミドルトン・プレースに住まいを定めた（妻のメアリーはサウスカロライナ議会議員ラルフ・イザードの従姉妹であり、ラルフ・イザードの息子はミドルトンの姪と結婚し、またもう一人の息子はミドルトンの娘エンマと結婚した）。ミドルトンはカロライナの政治に強く興味を持ち、父のヘンリーよりも急進的な考え方をするようになった。カロライナにおけるアメリカ党の指導者となり、安全協議会とその秘密委員会では最も大胆な委員の一人となった。1776年、父の跡を受けて大陸会議の代表に選出され、その結果アメリカ独立宣言の署名者となった。またこの年には、ウィリアム・ヘンリー・ドレイトンと共にサウスカロライナの紋章をデザインした。イングランドで生活した時期があったにも拘らず、王党派に対するその態度は冷酷であったと言われている。
アメリカ独立戦争の間、チャールストンの防衛に携わった。1780年にイギリス軍のためにチャールストン市が陥落すると、（エドワード・ラトリッジと共に）戦争捕虜としてフロリダのセントオーガスティンに送られ、翌年7月の捕虜交換で釈放された。
ミドルトンは1787年1月1日に44歳で死んだ。ミドルトン・プレースの庭園にある家族の墓に葬られた。このプランテーションは長男のヘンリー・ミドルトンが継ぎ、ヘンリーも政界に入った。ヘンリーはサウスカロライナ州知事（1810年-1812年）、アメリカ合衆国下院議員（1815年-1819年）に選ばれ、また駐ロシア大使を務めた（1820年-1830年）。
アメリカ海軍の輸送船USSアーサー・ミドルトンは彼の名前に因んで名付けられた。
ミドルトンの家系には南軍の将軍が3人いた。
- 義理の息子、ダニエル・エリオット・フーガー・ジュニアは南軍の将軍ベンジャミン・フーガーの叔父であった。
- ダニエル・エリオット・フーガー・ジュニアの孫娘メアリー・プロクター・フーガー(1833-1893)は、サウスカロライナ出身で南軍の将軍アーサー・ミドルトン・マニゴールト (1824-1886)の妻であった。マニゴールトはミドルトンの姉妹へスター・ミドルトンとサウスカロライナ州副知事チャールズ・ドレイトンの孫であった。ドレイトンは大陸会議代表のウィリアム・ヘンリー・ドレイトンの兄弟だった。
- 2代離れた従姉妹アリカ・ミドルトンは南軍の将軍ロスウェル・S・リプリーと結婚した。アリカの祖母アン・マニゴールトはアーサー・ミドルトンの兄弟トマス・ミドルトンの妻であった。アン・マニゴールトは南軍の将軍アーサー・ミドルトン・マニゴールトの父であるジョセフ・マニゴールトの姉妹であった。

ミドルトンは、エンマ・ミドルトン・ライナー・ティルーを通じてその息子バルドゥール・フォン・シーラッハの先祖である。シーラッハは一時ヒトラーユーゲントの指導者であり、後に帝国大管区ウィーンの知事を務め、ニュルンベルク裁判で「人道に対する犯罪」として有罪となった。